# Receptor acetylocholinowy

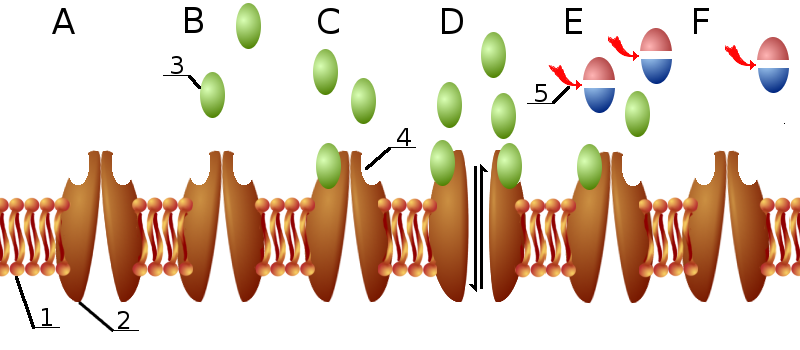
Działanie kanału jonowego bramkowanego acetylocholiną; A – zamknięty kanał 1 zanurzony w błonie 2, B – pojawienie się przekaźnika, np. acetylocholiny 3, C – przekaźnik wiązany przez jedno z miejsc receptorowych 4, D – związanie drugiego miejsca receptorowego i otwarcie kanału, przepływ jonów, E – enzym 5 rozkłada acetylocholinę, która opuszcza miejsca receptorowe, kanał zamyka się, F – kanał ponownie całkowicie zamknięty

Receptor acetylocholinowy (AChR) – rodzaj receptora jonotropowego znajdującego się w błonie komórkowej. Zadaniem receptora jest przepuszczanie jonów sodu (Na+) i potasu (K+), zatem stanowi on rodzaj kanału jonowego.
Naturalnym agonistą tego receptora jest acetylocholina. Do agonistów egzogennych należą nikotyna i muskaryna, silne toksyczne już w miligramowych dawkach.